# Stínové bankovnictví
Stínové bankovnictví je bankovnictví, které provozuje nebankovní finanční sektor, který tak nepodléhá regulaci jako banky. Často se sem řadí například hedge fondy, ETF a jiné fondy. Světová finanční krize 2008 byla z velké části způsobena stínovým bankovnictvím.